# Marwica (wieś)
Marwica – wieś w Polsce, położona w województwie warmińsko-mazurskim, w powiecie elbląskim, w gminie Rychliki przy drodze wojewódzkiej nr 527. W Marwicy znajduje się Dom Dziecka "Orle Gniazdo" mieszczący się w dwupiętrowym pałacu wybudowanym przez Waltera Kriega w XIX wieku. W roku 1929 posiadłość przeszła w posiadanie państwa. Przez miejscowość przepływa niewielka rzeka Marwicka Młynówka, nad którą niegdyś znajdował się młyn Ernsta Schön´a z niewielką siłownią wodną.
W latach 1975–1998 miejscowość administracyjnie należała do województwa elbląskiego.
Według profesora J. Powierskiego osada ta istniała co najmniej jedno pokolenie przed 1303 rokiem. Na północny wschód od Wysokiej, nad Marwicką Młynówką, zapewne na terenie dzisiejszej Marwicy, leżała w 1244 roku posiadłość Alberta Starepiwo, niewątpliwie Słowianina, jak słowiańskiego pochodzenia była nazwa pola i posiadłości Marwice.
Następnie była to posiadłość Jana z Marewicz (Marzewice?). Objęła też jedno z czterech sąsiednich pól, wraz z polami Utekin, Wadekin i Smansvelde (Stankowo?) nadane grupie Sudowów w 1312 roku (później Groß Marwitz, dziś Marwica Wielka). Pozostałe z wymienionych pól miały nazwy wskazujące na imiona wcześniejszych pruskich posiadaczy.
Prawdopodobnie z Marwicą można wiązać ślady osadnictwa pruskiego związanego z cmentarzyskiem w Jelonkach. W przebiegu dziejów różnie układały się losy posiadłości w Marwicy. U schyłku XIX wieku Marwica Mała należała do majątku Frankensteina w Barzynie. Było tu wtedy 637 ha. Następnie dobra przeszły w posiadanie rodziny Krieg z pobliskich Jelonek. W 1932 roku wymienia się tu jako właścicieli Marwicy Małej (637 ha) i Marwicy Wielkiej (150 ha) hrabiego von Schwerin i barona Willingshausena. W 1929 roku została sprzedana państwu, które odprzedało ziemię okolicznym chłopom i ponownie zasiedlona. Trzy gospodarstwa chłopskie powstały wówczas na kolonii Marwicy Małej. W dworze Waltera Kriega (dzisiejszy Dom Dziecka "Orle Gniazdo") urządzono "dom spokojnej starości", a następnie dom dzieci wysyłanych na wieś. Na uwagę zasługiwał też młyn Ernsta Schön´a nad Marwicką Młynówką, oryginalnie zaplanowany, posiadający małą siłownię wodną. W głębokim wąwozie tej rzeczki, w kierunku folwarku Bartlewo, funkcjonowała cegielnia.